# Перепелиця Олександр Юрійович
Олекса́ндр Ю́рійович Перепели́ця (нар. 2 травня 1989 — пом. 29 серпня 2014) — солдат Збройних сил України, учасник Війни на сході України. Кавалер ордена «За мужність».

## Життєпис
Народився 1989 року в Ямпільському районі Вінницької області (село Гальжбіївка); дитинство минуло в селі Біла. 2007 року призвали на строкову службу; служив моряком на флоті у Криму. Після служби повернувся додому, роботи в селі не було. Тому часто їздив на заробітки; на зароблене викопав батькам криницю біля хати. Потім придбав автомобіль.
На фронт пішов 19 червня 2014-го добровольцем, приховуючи від батьків. Рідним повідомив, що їде на заробітки.
Солдат 51-ї механізованої бригади.
У серпні у складі частини перебував під Іловайськом. Загинув 29 серпня внаслідок артилерійського обстрілу, вчиненого терористами. З побратимом виходили з-під Іловайська на БМП; біля Агрономічного їх обстріляли російські війська; відбились і поїхали далі. Під Новокатеринівкою знову обстріл і бомбардування; на побратима завалилось дерево, Сашко витяг з-під дерева. Далі вони заскочили в автобус «Миротворців»; проїхали певний шлях та наскочили на міну. Оскільки обидва стояли в дверях — встигли вискочити з автобуса до того, як він підірвався. У побратима було дуже важке поранення, потрапив у полон.
Довгий час доля Олександра була невідома, значився у списках полонених, вважався зниклим безвісти.
2017 року ідентифікований після проведення ДНК-тестів серед невідомих героїв, похованих на Краснопільському цвинтарі міста Дніпро.
Без сина залишилися батько Юрій і мама Тетяна Перепелиці та старший брат Ігор.
1 квітня 2017 року перепохований у селі Біла Вінницької області.

## Нагороди і вшанування
- Указом Президента України № 161/2017 від 13 червня 2017 року — орденом «За мужність» III ступеня (посмертно)[1]
- Його портрет розміщений на меморіалі «Стіна пам'яті полеглих за Україну» у Києві: секція 3, ряд 5, місце 27
- Вшановується 29 серпня на щоденному ранковому церемоніалі вшанування українських захисників, які загинули цього дня у різні роки внаслідок російської збройної агресії[2]